# 12262 Nishio
12262 Nishio eller 1989 UL är en asteroid i huvudbältet som upptäcktes den 21 oktober 1989 av de båda japanska astronomerna Kazuro Watanabe och Kin Endate vid Kitami-observatoriet. Den är uppkallad efter Tomoaki Nishio.
Asteroiden har en diameter på ungefär 5 kilometer.